# Kościół Matki Boskiej Fatimskiej w Stobnie
Kościół Matki Boskiej Fatimskiej – rzymskokatolicki kościół filialny parafii Najświętszej Marii Panny Wspomożenia Wiernych w Będargowie, znajdujący się w Stobnie w gminie Kołbaskowo, w powiecie polickim (województwo zachodniopomorskie). Obiekt wpisany jest do rejestru zabytków.
Kościół został wzniesiony w XVI wieku. Jest to budowla salowa murowana z kamienia i cegły, usytuowana na planie prostokąta o wymiarach 15×8 m. Apsyda zamknięta jest z trzech stron. Od strony zachodniej kościół posiada murowaną z kamienia wieżę zbudowaną na rzucie kwadratu o boku 5 m, powstałą w tym samym czasie co nawa. W późniejszym okresie wieżę podwyższono o jedną kondygnację, umieszczając na niej dzwon. Przed II wojną światową był to kościół parafialny, z filiami w Bobolinie i Kościnie. Wewnątrz świątyni znajdowało się niezachowane do czasów dzisiejszych wyposażenie: barokowy ołtarz i ambona, dwa pochodzące z XVIII wieku obrazy przedstawiające Jezusa w ogrodzie Oliwnym i ostatnią wieczerzę, dwa żyrandole oraz misa chrzcielna z blachy mosiężnej.
Kościół przetrwał nienaruszony okres II wojny światowej, jednak niezagospodarowany popadł w latach 50. w ruinę. Dzwon z wieży kościoła przeniesiono w latach 60. do parafii w Trzcińsku-Zdroju. Świątynię odbudowano w latach 1986–1991. Podczas odbudowy wyrównano koronę murów, wykonano nowy strop i więźbę dachową, a od strony północnej dobudowano aneks mieszczący zakrystię. Wybito też nowe okno tryforyjne w elewacji wschodniej i przejście do pomieszczeń z wieży od strony zachodniej. 13 maja 1991 roku odrestaurowany kościół został konsekrowany pod wezwaniem Matki Boskiej Fatimskiej.